# Ain Tindamine
Ain Tindamine (em árabe: عين تندمين) é uma comuna localizada na província de Sidi Bel Abbès, Argélia. De acordo com o censo de 2008, a população total da cidade era de 2 476 habitantes.